# Frontex Files
Am 5. Februar 2021 veröffentlichte ein Recherche-Team aus sechs Forschern, in Zusammenarbeit mit dem ZDF Magazin Royale, die sogenannten Frontex Files, in denen Treffen der „Europäischen Agentur für die Grenz- und Küstenwache“ (Frontex) mit zahlreichen Rüstungs-Lobbyisten in den vergangenen Jahren öffentlich gemacht wurden. Unter der Moderation von Jan Böhmermann wurden die Erkenntnisse aus den Dokumenten im ZDF Magazin Royale aufgezeigt. In den Wochen darauf stieß die EU-Grenzpolizei auf schwere Kritik, nachdem die „Frontex Files“ medial aufgegriffen wurden. So wurden seit der Veröffentlichung im Februar über 2400 Artikel  (Stand: 18. März  2021) veröffentlicht, die die Recherchen aufgreifen.

## Inhalt
Die Rechercheure Vera Deleja-Hotko, Ann Esswein, Luisa Izuzquiza, Bartholomäus von Laffert, Daniela Sala, Phevos Simeonidis und das „Disinfaux Collective“ haben für das ZDF Magazin Royale die FRONTEX FILES veröffentlicht. In diesem Rahmen wurden Anfang Februar 2021 142 Dokumente veröffentlicht, die Treffen von Frontex mit der Rüstungsindustrie belegen. Frontex bezeichnet sich auf der eigenen Webseite als „am schnellsten wachsende EU Agentur“ und verfügt bis 2027 über ein Budget von 11 Milliarden Euro. Unter den Teilnehmern dieser Treffen waren Vertreter der Rüstungsbetriebe Heckler & Koch, Glock GmbH, SIG Sauer (Deutschland) und Airbus. Bis 2027 soll Frontex laut EU-Parlament eine eigene „Stehende Reserve“ mit 10.000 Beamten bekommen. Beim Grenzeinsatz sollen diese bewaffnet werden. An dieser Entscheidung wurde medial vermehrt Kritik geäußert, da es keine rechtliche Regelung gibt, die Mitarbeitern einer EU-Agentur das Tragen von Waffen genehmigt. Dieser rechtliche Widerspruch wurde in den Frontex Files durch das besagte Recherche-Team thematisiert.
Neben Waffen wurden bei den Treffen von 2017 bis 2019 auch Überwachungsmaterial wie Drohnen, Gesichterkennungstechnologien und Server für die Speicherung von biometrischen Daten vorgestellt. Dieses soll die bürokratische Arbeit erleichtern, um Asylverfahren und Abschiebungsverfahren zu vereinfachen und beschleunigen. Kritiker zeigten auf, dass bei keinem der Treffen Menschenrechts- oder Seenotrettungsorganisationen, welche politisch zu dem Thema arbeiten, präsent waren. Aus dem Beitrag des ZDF zu der Thematik vom 5. Februar ging hervor, dass Frontex auf Anfrage äußerte, sie träfen sich nicht mit Lobbyisten, was durch die Frontex Files widerlegt wurde. Frontex war bereits in den Jahren zuvor mit zahlreichen Menschrechtsverletzungsvorwürfe von Menschenrechtsorganisationen konfrontiert.

## Aufbau der Frontex Files
Die Dokumente, die Einladungen von Frontex an verschiedene Waffen- und Bewachungsmaterialproduzenten zeigen, werden auf der Webseite der Frontex Files in vier Kategorien aufgeteilt. Zunächst gibt es drei Dokumentengruppen, die jeweils die Treffen aus den Jahren 2017, 2018 und 2019 dokumentieren. Auf diese folgt die Kategorie „Unspezifizierte Meetings“. Unter diesen Oberpunkten werden die 142 Belegdokumente präsentiert. Zudem hat ein Teil der Rechercheure einen Bericht verfasst, der die Entstehung der Frontex Files erklärt.

## Frühere Skandale um Menschenrechtsverletzungen
Frontex agiert als Küstenwache. Zu ihren Aufgaben gehört dadurch rechtlich auch die Rettung ertrinkender Menschen aus dem Mittelmeer. In den vergangenen Jahren gab es jedoch Meldungen über mehrere  illegale Zurückweisungen (Pushbacks) von Hilfesuchenden in der Ägäis. Kritiker äußern zudem, dass Frontex seit Jahren Drohnen statt Schiffe einsetzt, um Hilfe offiziell verwehren zu können. Zudem kommt, dass mehrfach festgestellt werden konnte, dass Frontex mit der Libyschen Küstenwache zusammenarbeitet, um die Aufnahme von Flüchtlingen in Europa zu verwehren. Sämtliche Pushbacks an der griechischen Küste wurden bis heute nicht aufgearbeitet und die Bundesregierung beantwortet keine Fragen dazu.
Juristisch gibt es keine greifenden Instrumente, die diese Menschenrechtsverletzungen aufhalten, denn als EU-Agentur ist Frontex als technokratische Behörde entworfen und steht somit unter keiner direkten Kontrolle. Auch gegen Frontex klagen ist nahezu unmöglich, da die EU nicht die Europäische Menschenrechtskonvention unterschrieben hat. Somit kann sie nicht vor dem Europäischen Gerichtshof für Menschenrechte verklagt werden. Auch das EU-Parlament kann nur über das Budget von Frontex bestimmen. Nur der eingerichtete Verwaltungsrat (bestehend aus EU-Kommission und Mitgliedsstaaten) kann Frontex kontrollieren und dieser hat bis heute bezüglich der Vorwürfe von Menschenrechtsverletzungen von Frontex lediglich mehr Transparenz gefordert.